# 古賀武夫
古賀 武夫（こが たけお、1904年4月19日 - 1992年5月3日）は、日本の法学者。西南学院大学学長、西南学院名誉顧問。

## 略歴
1904年（明治37年）、福岡県甘木市に生まれる。
1928年（昭和3年）、東京帝国大学法科卒業。1943年（昭和18年）、東京帝国大学大学院修了。その後日本貯蓄銀行、関東学院勤務などを経て、1949年（昭和24年）に西南学院大学教授に就任。1956年（昭和31年）から1969年（昭和44年）までのおよそ13年間に渡り同大の学長をつとめる。また1989年（平成元年）から西南学院理事長を2年間務めた。
専門は民法。勲三等旭日中綬章を1974年（昭和49年）に受賞。
| スタブアイコン | サブスタブ | この項目は、まだ閲覧者の調べものの参照としては役立たない、人物に関連した書きかけの項目です。この項目を加筆・訂正などしてくださる協力者を求めています（P:人物伝/PJ:人物伝）。 |